# Autriche au Concours Eurovision de la chanson 1964
L'Autriche a participé au Concours Eurovision de la chanson 1964 le 21 mars à Copenhague, au Danemark. C'est la 8e participation de l'Autriche au Concours Eurovision de la chanson.
Le pays est représenté par le chanteur Udo Jürgens et la chanson Warum nur, warum?, sélectionnés en interne par l'ORF.

## Sélection interne
Le radiodiffuseur autrichien, Österreichischer Rundfunk (ORF), choisit en interne l'artiste et la chanson représentant l'Autriche au Concours Eurovision de la chanson 1964.
Lors de cette sélection, c'est la chanson Warum nur, warum?, écrite, composée et interprétée par Udo Jürgens, qui fut choisie avec Johannes Fehring comme chef d'orchestre. C'est la première des trois participations consécutives d'Udo Jürgens pour l'Autriche à l'Eurovision.
| Ordre | Artiste     | Chanson           | Langue   |
| ----- | ----------- | ----------------- | -------- |
| 1     | Udo Jürgens | Warum nur, warum? | Allemand |

## À l'Eurovision
Chaque jury national attribue un, trois ou cinq points à ses trois chansons préférées.

### Points attribués par l'Autriche
| 5 points | Italie      |
| 3 points | France      |
| 1 point  | Royaume-Uni |

### Points attribués à l'Autriche
| 5 points           | 3 points | 1 point    |
| ------------------ | -------- | ---------- |
| - Espagne - Italie |          | - Belgique |

Udo Jürgens interprète Warum nur, warum? en 6e position lors de la soirée du concours, suivant la Finlande et précédant la France.
Au terme du vote final, l'Autriche termine à la 6e place sur les 16 pays participants, ayant reçu 11 points au total de la part de trois pays différents,.